# Demonstrationen in Köthen 2018
Im September 2018 kam es in Köthen in Sachsen-Anhalt zu Demonstrationen von Rechten und Rechtsradikalen. Anlass war der Tod von Markus B., der nach einer körperlichen Auseinandersetzung mit zwei afghanischen Asylsuchenden in der Nacht zum 9. September 2018  verstarb.

## Tod von Markus B.
Der 22-jähriger Markus B. und sein 27-jähriger Bruder, welcher Polizeiangaben nach „als Rechtsextremist aufgefallen“ sei, stritten sich mit zwei Afghanen, was in einer Prügelei ausartete. Nach Aussagen von Zeugen soll B. dabei von einem oder mehreren Afghanen gegen den Kopf getreten worden sein. Er starb laut Obduktionsergebnis an Herzversagen. Laut Medienberichten hatte er eine kardiologische Vorerkrankung. Ihm war ein Stent eingesetzt worden. Festgenommen wurden zwei Afghanen im Alter von 17 und 19 Jahren. Einer der beiden Tatverdächtigen sollte zuvor abgeschoben werden. Das Amtsgericht Köthen erließ daraufhin gegen die Tatverdächtigen Haftbefehle wegen des Verdachts der Körperverletzung mit Todesfolge. Die Täter wurden u. a. wegen Körperverletzung mit Todesfolge zu Jugendstrafen von einem Jahr und acht Monaten bzw. einem Jahr und fünf Monaten verurteilt, das Urteil ist rechtskräftig.

## Demonstrationen

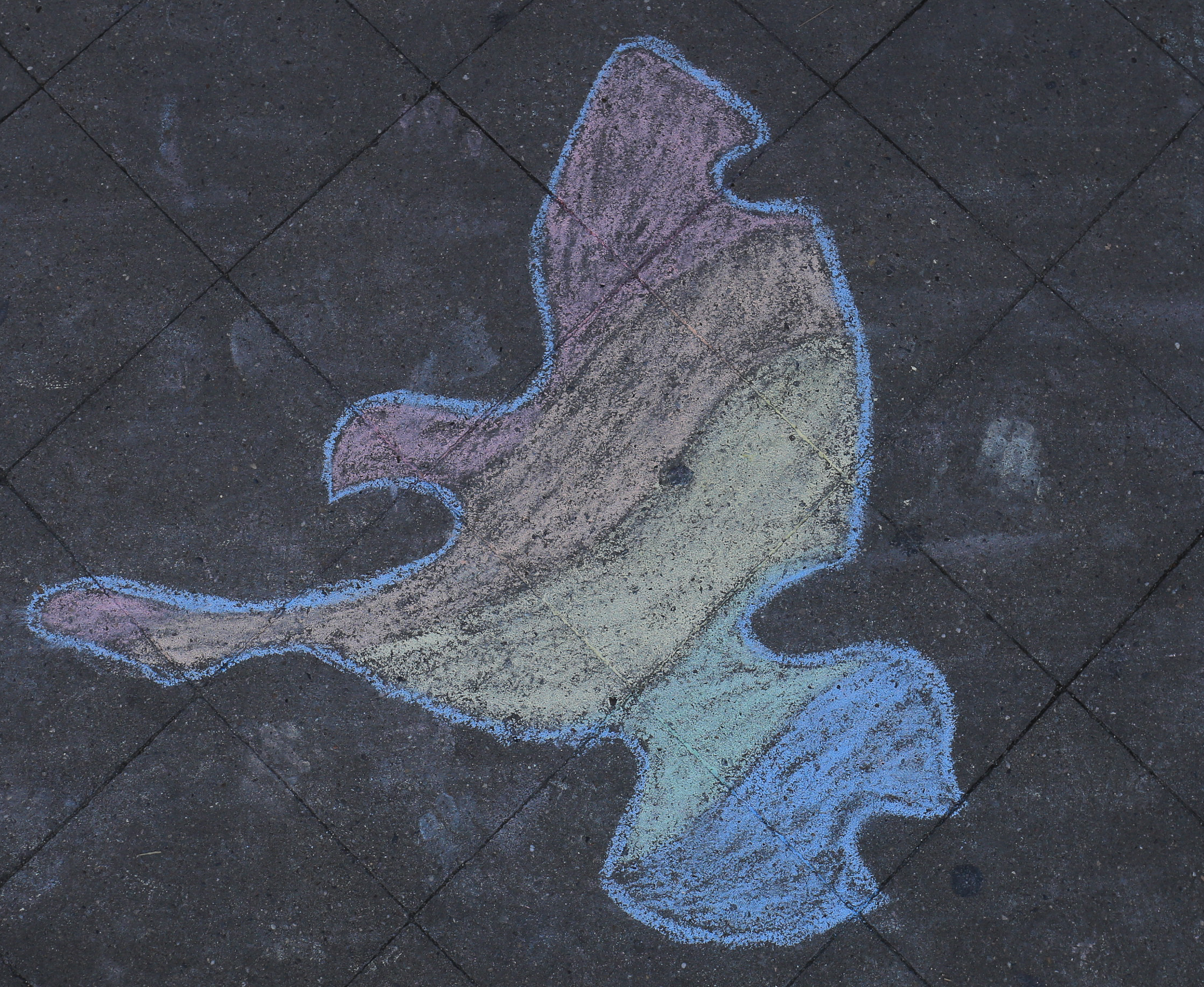
Friedenstaube in der Fußgängerzone Köthens

Am Abend des 9. September kam es in Köthen gemäß einem Bericht der Freien Presse zu einer „rechten Kundgebung“, an der rund 2500 Menschen teilnahmen. Die Kundgebung war laut Medienberichten zeitweise aggressiv, aus dem Teilnehmerkreis erschallten Rufe wie „Auge um Auge, Zahn um Zahn“, „Wir sind das Volk“, „Lügenpresse“ oder „Nationaler Sozialismus! Jetzt! Jetzt! Jetzt!“. Es sollen viele Aktivisten der NPD sowie der „Freien Kameradschaften“ teilgenommen haben, auch Angehörige der Neonazi-Partei Die Rechte hätten zu der Kundgebung aufgerufen. Als Redner sprach u. a. der wegen Volksverhetzung vorbestrafte Gründer der extremistischen Thügida-Bewegung in Thüringen, ehemalige NPD-Kader und Stadtrat in Greiz David Köckert von einem „Rassenkrieg gegen das deutsche Volk“ – laut taz „die klassische Sprache eines Volksverhetzers“. An den Gegenprotesten beteiligten sich demnach 220 Menschen. Zudem sei eine hohe dreistellige Zahl an Polizeikräften im Einsatz gewesen. Nach dem sogenannten Trauermarsch in Köthen hat die Polizei zwölf Strafverfahren eingeleitet. Der polizeiliche Staatsschutz ermittle unter anderem wegen des Verdachts der Volksverhetzung.
Als Zeichen für den Frieden wurden am 15. September 2018 der Köthener Marktplatz sowie Teile der Halleschen Straße mit bunter Kreide bemalt. Vor der Jakobskirche wurde eine Kerze mit Schriftzug Friede seit mit Dir gemalt. Weitere Motive waren das Friedenszeichen, Friedenstauben und ähnliches.
Mit einem großen Aufgebot sicherte die Polizei erneute Demonstrationen am 16. September 2018 ab. Mehr als tausend Kräfte seien zeitversetzt an Schwerpunkten im Einsatz, teilte die Polizei vor den Demos am Nachmittag mit.

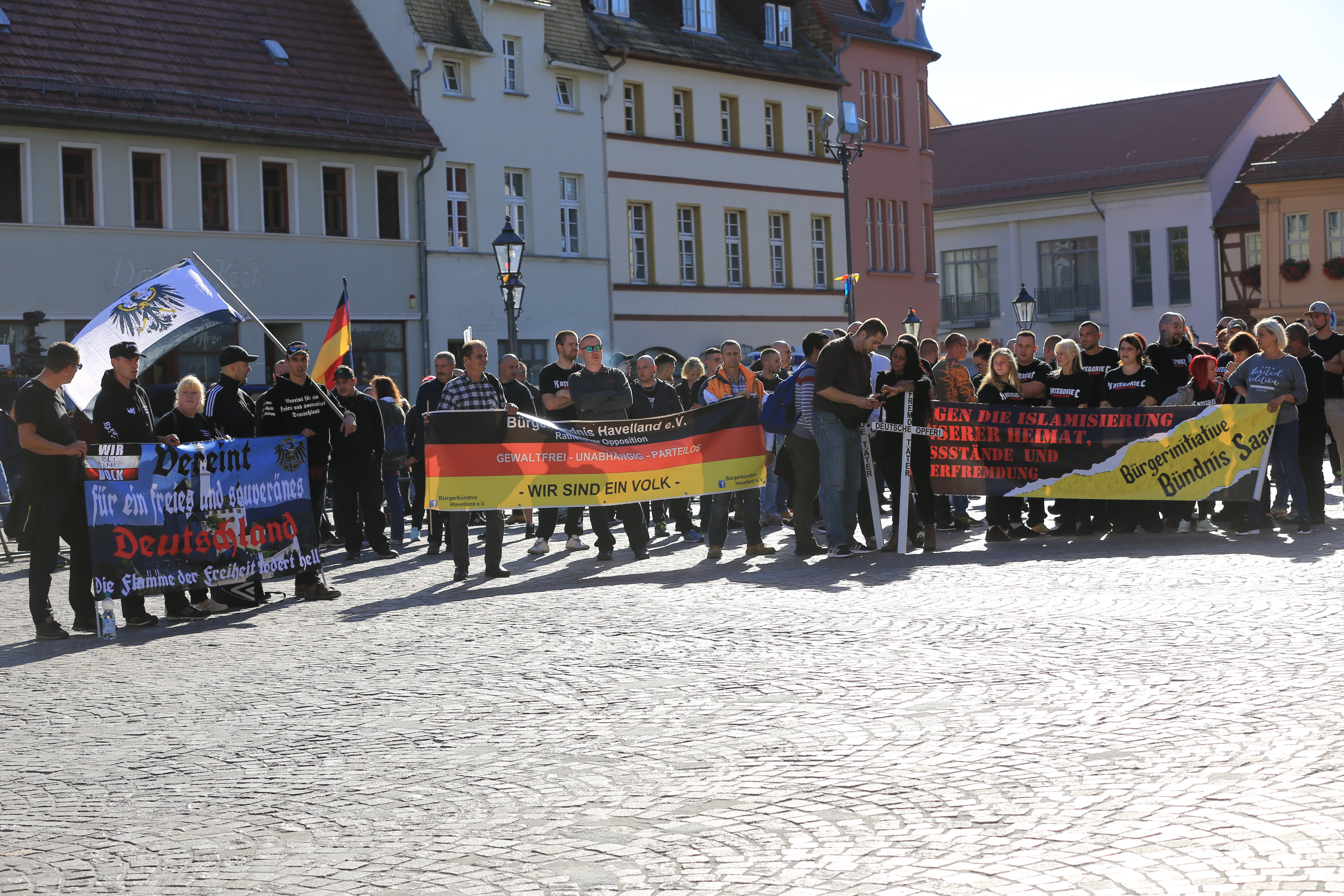
Demonstration der Republikaner

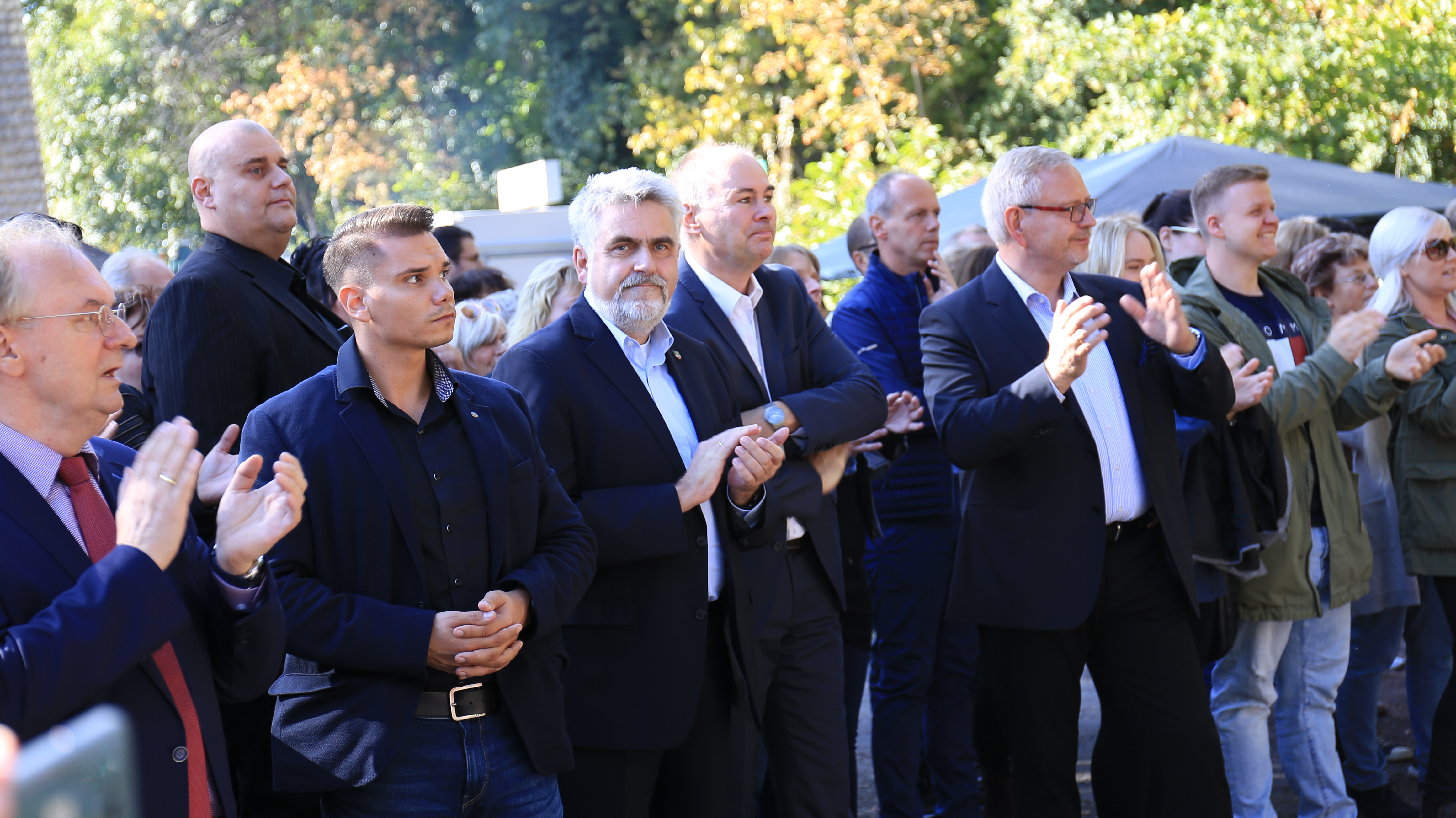
Reiner Haseloff, Armin Willingmann, Jörg Bagdahn, Bernd Hauschild

Am 29. September 2018 kam es zu weiteren Demonstrationen. Die Demonstration von Die Republikaner fand mit 350, meist ortsfremden, Personen auf dem Marktplatz statt.
Parallel dazu fand vor dem Tierpark eine Veranstaltung der Initiative Wir wollen dasselbe – ein friedliches Köthen mit insgesamt 800 Besuchern statt. Daran nahmen neben dem Bürgermeister Bernd Hauschild nahmen auch der Hochschulpräsident Jörg Bagdahn, Ministerpräsident Reiner Haseloff, Wissenschaftsminister Armin Willingmann und die Liedermacherin Sarah Lesch teil.

## Reaktion und Rezeption
Als Reaktion auf die Demonstrationen wurde die Aktion „Friedliches Köthen“ etabliert. Der Fall und die Demonstrationen erhielten internationale Aufmerksamkeit.